# Estados del yo
Los estados del yo son sistemas coherentes de sentimientos y pensamiento, manifestados por unos correspondientes patrones de conducta. Son los componentes del modelo de la personalidad en Análisis Transaccional.
Se distinguen tres estados del yo básicos: Padre, Adulto y Niño, que se manifiestan tanto positivamente como negativamente, aunque también en este último caso sirven para sobrevivir, cuando no hay nada mejor. (Algún autor, resaltando su funcionalidad, les llama también Padre Cuidador, Adulto Individuador y Niño Cuidado, o bien yo cuidador, yo individuador y yo cuidado, si se quiere evitar cualquier referencia a una determinada edad).
Y a partir de estos estados del yo básicos, también se distinguen subformas funcionales (también positivas y negativas) dentro de cada uno, que generalmente son las siguientes: Padre Nutritivo, Padre Crítico, Adulto, Niño Adaptado y Niño Libre.
A veces también se distingue en el Niño Adaptado el Niño Sumiso y el Niño Rebelde. (Algún autor al Padre Crítico le llama Padre Normativo, y al Padre Nutritivo o Nutricio, Padre Protector, añadiendo además en el Niño Adaptado el Niño Retraído, así como en el Adulto distingue el Adulto Reflexivo y el Adulto Creativo).